# Centaurea saligna
Centaurea saligna là một loài thực vật có hoa trong họ Cúc. Loài này được (K.Koch) Wagenitz mô tả khoa học đầu tiên năm 1963.